# Диффенталь
Диффента́ль (фр. Dieffenthal) — коммуна на северо-востоке Франции в регионе Гранд-Эст (бывший Эльзас — Шампань — Арденны — Лотарингия), департамент Нижний Рейн, округ Селеста-Эрстен, кантон Селеста.

## История
Деревня уже была известна во времена Римской империи. В 1525 году, во время Крестьянской войны, деревня была разрушена. Позже деревня была частично восстановлена.

## Географическое положение
Коммуна расположена приблизительно в 380 км к востоку от Парижа, в 39 км юго-западнее Страсбурга. Код INSEE коммуны — 67094. Диффенталь находится на винной дороге между Шервиллером и Дамбак-ла-Виль. Большая часть территории покрыта виноградниками.
Площадь коммуны — 1,51 км², население — 244 человека (2006) с тенденцией к стабилизации: 255 человек (2013), плотность населения — 168,9 чел/км².

## Население
Население коммуны в 2011 году составляло 249 человек, в 2012 году — 252 человека, а в 2013-м — 255 человек.
| 1962 | 1968 | 1975 | 1982 | 1990 | 1999 | 2006 | 2008 | 2011 | 2012 | 2013 |
| ---- | ---- | ---- | ---- | ---- | ---- | ---- | ---- | ---- | ---- | ---- |
| 182  | 176  | 174  | 166  | 246  | 226  | 244  | 251  | 249  | 252  | 255  |

Динамика населения:

## Экономика
В 2007 году среди 168 человек в трудоспособном возрасте (15-64 лет) 145 были экономически активными, 23 — неактивными (показатель активности — 86,3 %, в 1999 году было 76,4 %). Из 145 активных работали 127 человек (71 мужчина и 56 женщин), безработных было 18 (9 мужчин и 9 женщин). Среди 23 неактивных 8 человек были учениками или студентами, 8 — пенсионерами, 7 были неактивными по другим причинам.
В 2010 году из 172 человек трудоспособного возраста (от 15 до 64 лет) 149 были экономически активными, 23 — неактивными (показатель активности 86,6 %, в 1999 году — 76,4 %). Из 149 активных трудоспособных жителей работал 131 человек (73 мужчины и 58 женщин), 18 числились безработными (9 мужчин и 9 женщин). Среди 23 трудоспособных неактивных граждан 8 были учениками либо студентами, 8 — пенсионерами, а ещё 7 — были неактивны в силу других причин.

## Достопримечательности (фотогалерея)
- Церковь Сен-Мишель, построена на месте древнего святилища. В начале XIX века церковь была расширена.

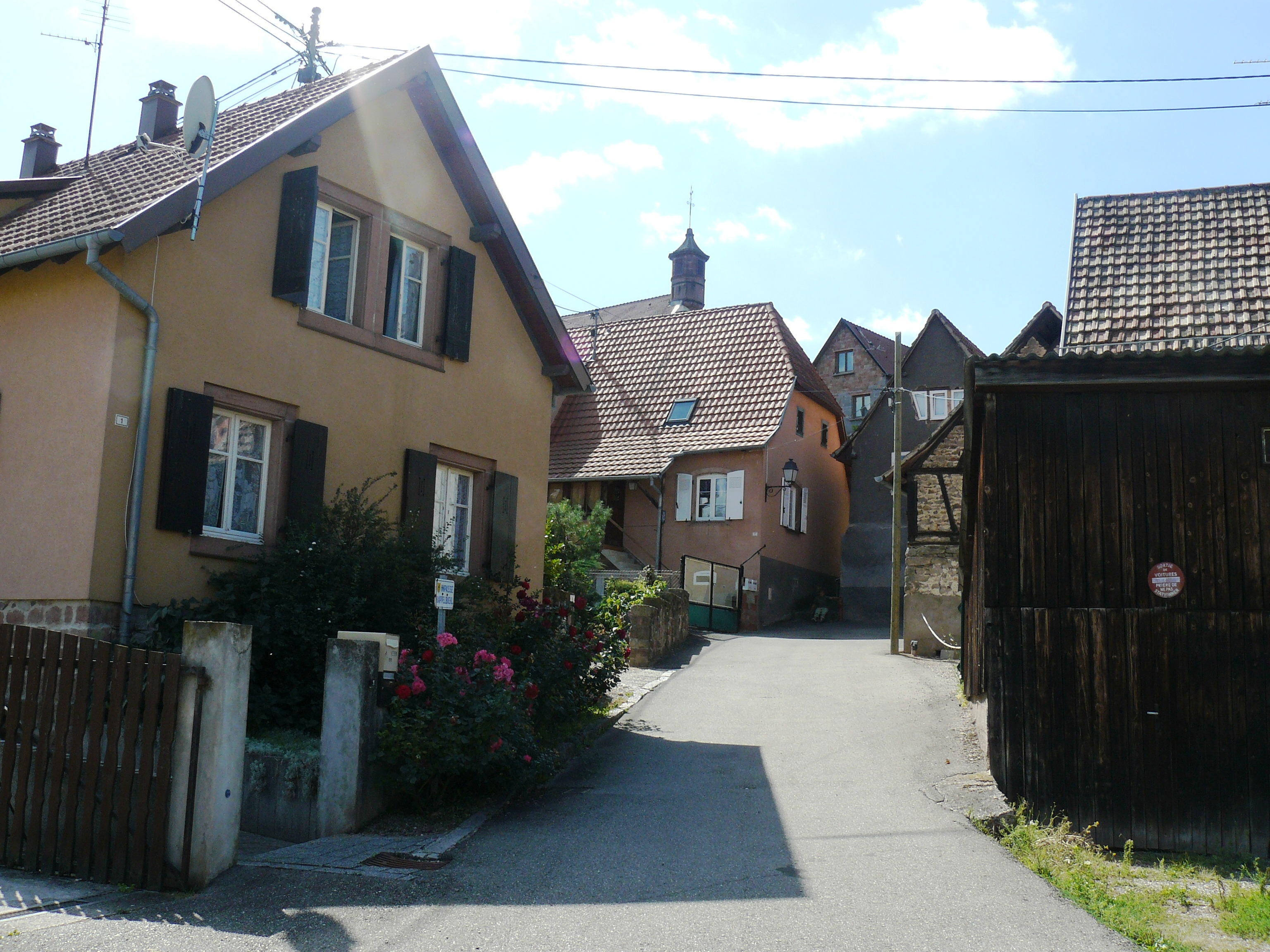
Улица к церкви
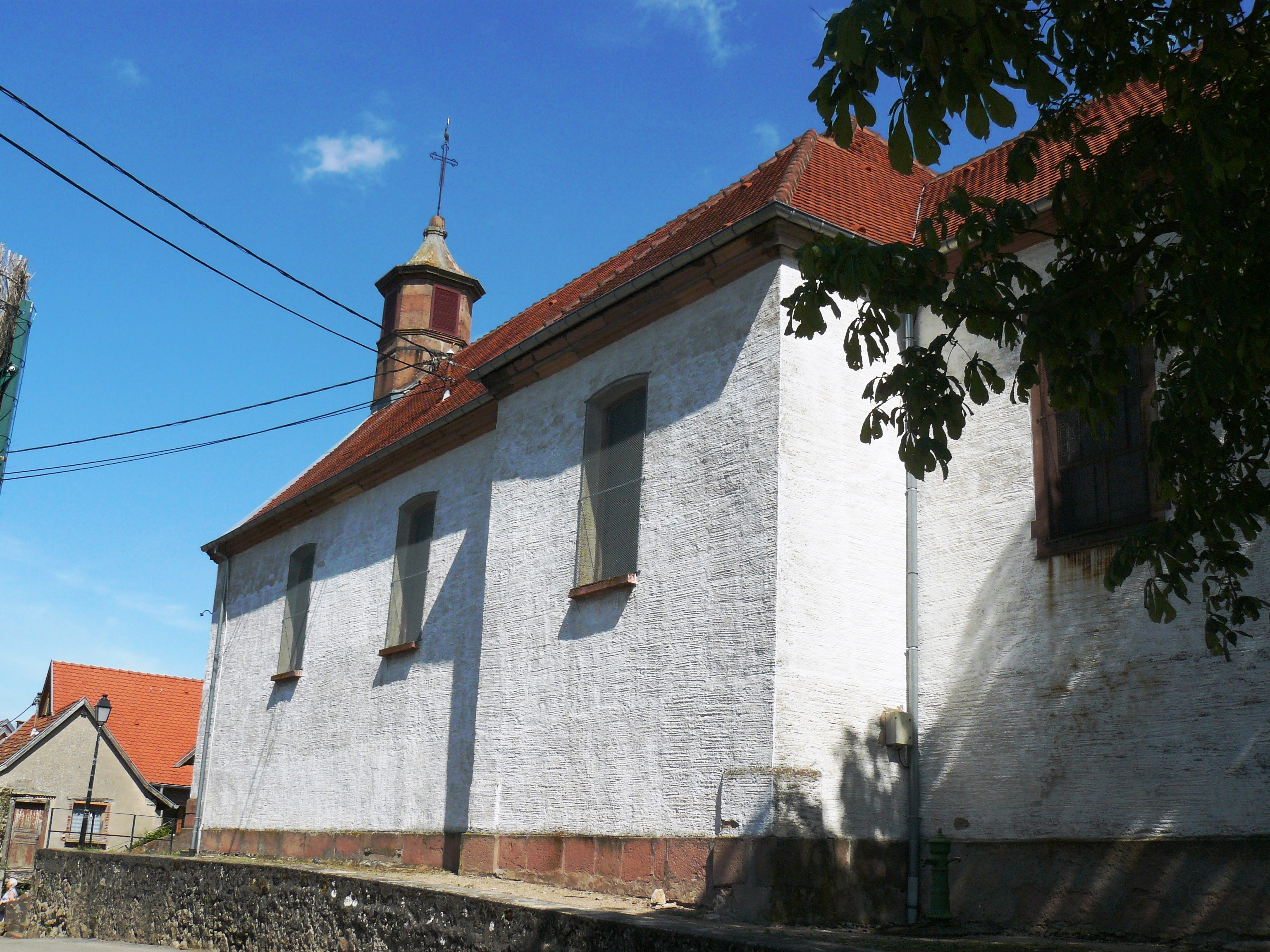
Церковь Сен-Мишель
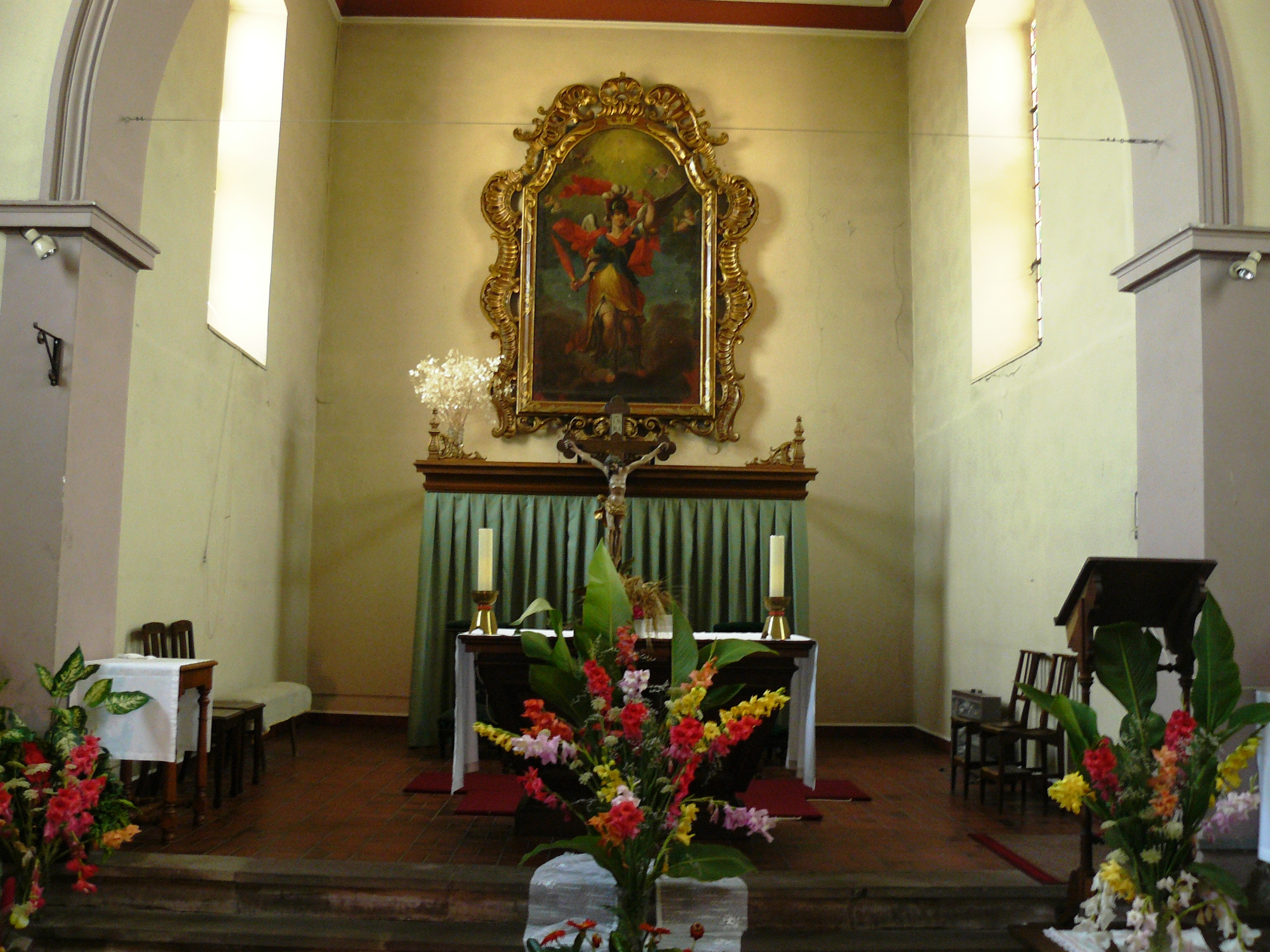
Клирос церкви Сен-Мишель
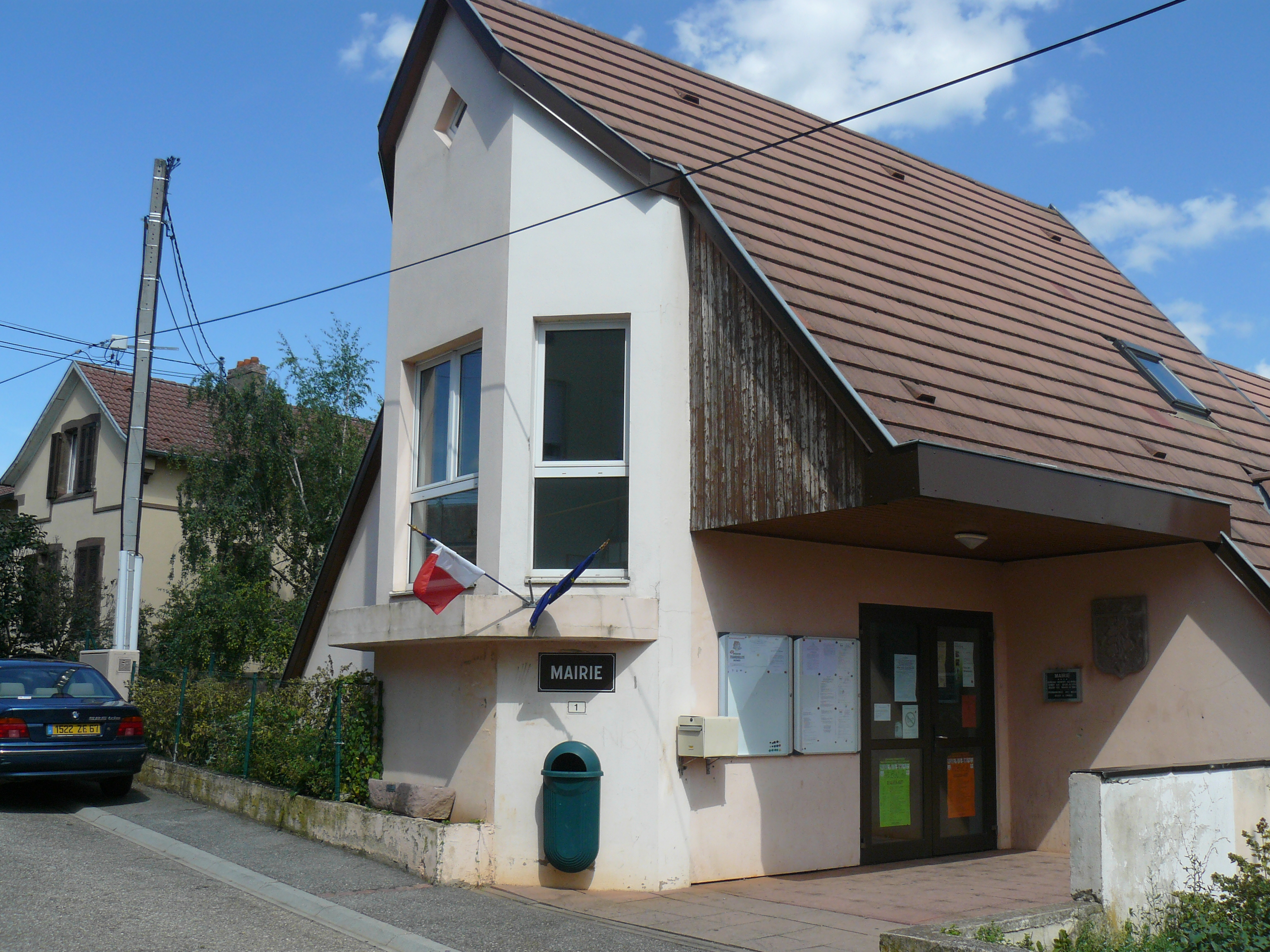
Здание мэрии
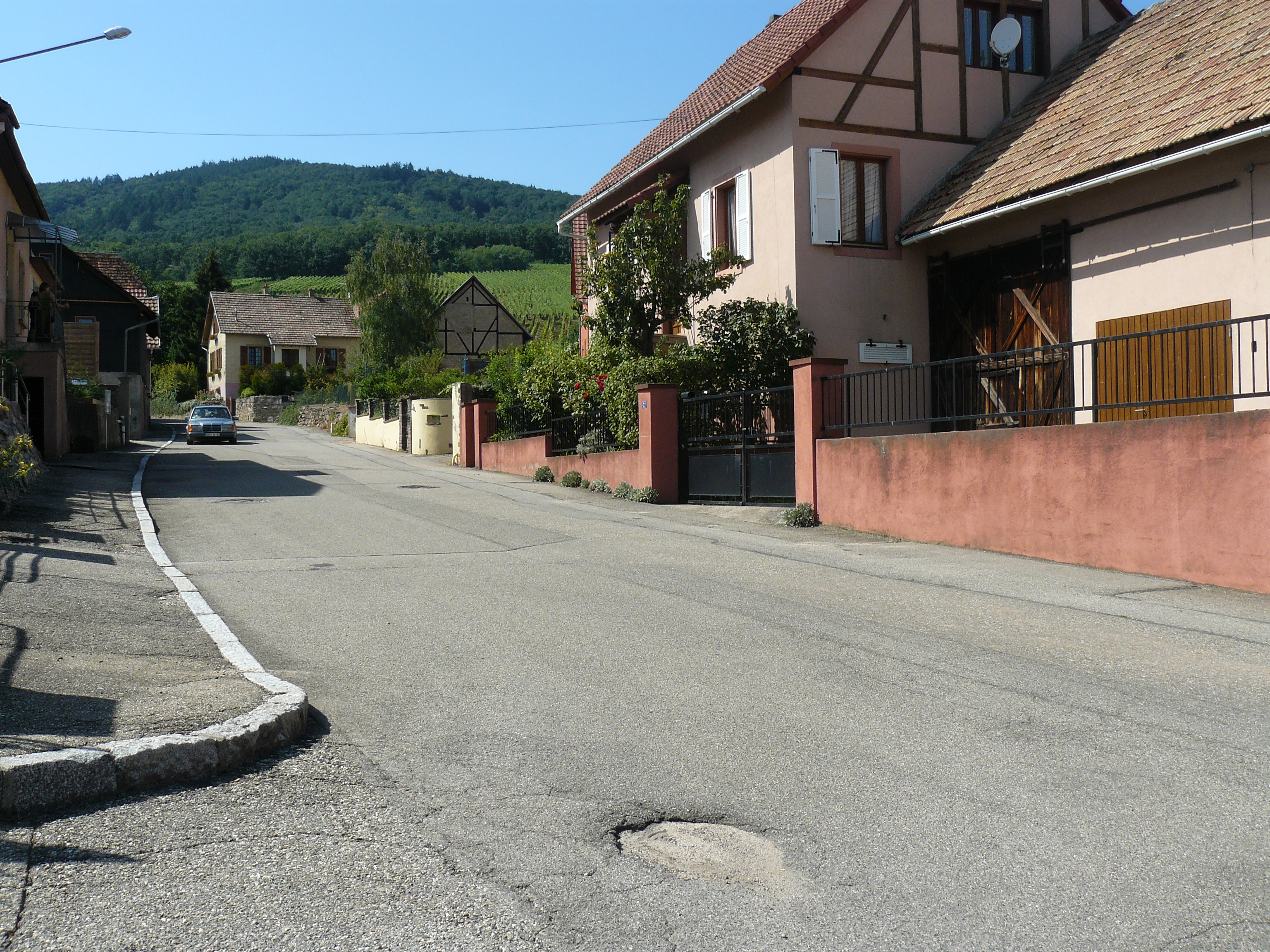
На улице